# 比谢多
比谢多，是西班牙阿拉贡自治区特鲁埃尔省的一个市镇。总面积49平方公里，总人口195人（2001年），人口密度4人/平方公里。